# DNA (chanson de Little Mix)
Pour les articles homonymes, voir DNA.
Singles de Little Mix
Wings
(2012) Change Your Life
(2013)
DNA est une chanson enregistrée par le groupe britannique Little Mix pour leur premier album homonyme paru en 2012.
Parue en tant que deuxième single de l'album, la chanson a commencé à être diffusée par les stations de radio contemporaines au Royaume-Uni le 1er octobre 2012. Syco sort numériquement le single en Irlande et au Royaume-Uni le 9 novembre 2012.
Il a été écrit par TMS, Iain James (en) et Little Mix, tandis que la production a été assurée par TMS. DNA est une ballade pop électronique, qui intègre R&B et techno pop. Dans les paroles, la chanson contient plusieurs références à un vocabulaire scientifique et se fonde sur les thèmes de l'amour et de l'obsession.
DNA a recueilli des critiques positives de la part des critiques musicaux, qui ont noté la voix puissante du groupe et le son plus sombre de la chanson. La chanson a été comparée à E.T de Katy Perry (2011), qui a été une source d'inspiration dans son développement.[réf. nécessaire]
DNA est un succès commercial, avec une percée à la troisième place du UK Singles Chart et 72 044 exemplaires vendus, devenant l'un des trois meilleurs succès du groupe. Il a également atteint le top dix en Irlande, en Hongrie et en Écosse, et a été certifié disque d'or en Australie où il a atteint la 48e place.
Le clip du morceau a été réalisé par Sarah Chatfield et est sorti le 19 octobre 2012.